# ぬっぺ汁
ぬっぺ汁（-じる）は岩手県の紫波郡に伝わる郷土料理である。

## 概要
豆腐入りのすまし汁の上にとろろを添えた汁物である。ぬっぺい汁、のっぺなど様々な呼び方があるが、名は見た目がノッペリしているからとも、「濃餅汁」（のっぺいじる）に由来するとも言う。精進料理として、法事の席で供される。とろろではなく片栗粉でとろみをつけたものは八杯汁と呼ばれる。

## コツ
濃い味付けにした豆腐汁を熱いうちに盛り付ければ、とろろとの相性がよい。また、滑りやすいとろろを盛り付ける際は杓子よりも箸を使用すれば便利である。